# Електротехничка школа „Стари град”
Електротехничка школа „Стари град” је средња школа основана 1947. године. Налази се у општини Стари град, у улици Високог Стевана 37.

## Историјат
Школа је основана 1947. године као школа за образовање стручних кадрова за потребе електропривреде Србије. Имала је машински и електро одсек а у саставу школе је био и интернат за смештај ученика. Оснивач  школе, Здружено електропривредно предузеће подиже данашњу зграду 1962. године у улици Високог Стевана 37. До 1966. године делатност школе финансирана је од стране оснивача а од те године Београдска заједница образовања финансира образовање за 62% ученика док делатност Дома и даље финансира оснивач. Наредних година финансирање у потпуности прелази на Београдску заједницу образовања а од 1992. године на Републичко Министарство просвете.
Од 1978. године преласком на усмерено образовање школа ради са свега осам одељења да би исељењем Дома ученика број одељења повећан на 24 па на 36 а затим на 44. Школске 1996/1997. године уведен је образовни профил електромеханичар за термичке и расхладне уређаје а 2001/2002. машински техничар мерне и регулационе технике. На основу одлуке Владе Републике Србије о изменама и допунама одлуке о  мрежи средњих школа у Републици Србији, објављене у Службеном гласнику бр. 40 од 15. априла 2003. године у Електропривредној школи у Београду укинуто је подручје рада машинство и обрада метала  чиме је извршена њена специјализација за подручје рада електротехника.
Од 1. септембра 2005. године школа мења назив у Електротехничка школа „Стари град“. Пре тога назив школе је био по учеснику Народноослободилачке борбе и народном хероју Стевану Филиповићу  (Електропривредна школа Стеван Филиповић). Основна делатност  Електротехничке школе „Стари град“ је образовање и  васпитање редовних и ванредних ученика у трогодишњем и четворогодишњем трајању, преквалификација, доквалификација и специјализација (пети степен стручности).

## Галерија
- Електротехничка школа „Стари град”
- Табла са натписом
- Електротехничка школа „Стари град”